# Ana Marija Botteri
Ana Marija Botteri (Split, 1971.) hrvatska je akademska slikarica. Stvara u tehnikama akrilika, pastela, mozaika i vitraja. Suvremena je umjetnica čiji opus karakterizira iznimno snažan kolorizam. Ostvarila je 50 samostalnih i mnoštvo skupnih izložbi. Djela joj se nalaze u muzejima i galerijama (Galerija umjetnina Split, Nadbiskupski ordinarijat Maribor, Muzej grada Kaštela...) Kćer je hrvatskoga akademskog slikara Josipa Botterija Dinija i

## Životopis
Rođena je u Splitu 1971. godine. U rodnom gradu završila je Školu za primijenjenu umjetnost i dizajn. Studirala je u Zagrebu gdje je 1993. godine diplomirala slikarstvo na Akademiji likovnih umjetnosti u Zagrebu kod prof. Đure Sedera. U Parizu, Milanu, Veneciji i Beču bila je na studijskim boravcima. 
Djela joj se nalaze u muzejskim i galerijskim zbirkama Nadbiskupske palače, Galerija Zvonimir Zagreb  te raznim u privatnim zbirkama. Portretirala je poznate osobe: msgr. Ante Jurića), Michaela Yorka, Franju Tuđmana, Gorana Ivaniševića i dr.
Djela je izlagala u domovini i inozemstvu, na preko 50 samostalnih te brojnim skupnim izložbama , poput izložaba u Dominikanskom samostanu u Splitu, Galeriji HDLU u Splitu, Galeriji Laudato corde u Zagrebu, Galeriji umjetnina u Splitu Centru za kulturu i obrazovanje u Susedgradu i drugdje, vodila je likovne radionice
Članica je HZSU-a i HDLU-a.

## Vanjske poveznice
- Službena stranica